# Grytfoten
El Grytfoten és un pic de 1.019 metres, el segon pic més septentrional i el tercer més alt de la serralada de les Set Germanes, al municipi d'Alstahaug, Nordland, Noruega. Al sud de la muntanya s'hi troba el Botnkrona (1037 metres), una altra muntanya de la serralada.